# Thomas B. Jackson
Thomas Birdsall Jackson (ur. 24 marca 1797 w Jerusalem, zm. 23 kwietnia 1881 w Long Island) – amerykański polityk, członek Partii Demokratycznej.

## Działalność polityczna
W okresie od 4 marca 1837 do 3 marca 1841 przez dwie kadencje był przedstawicielem 1. okręgu wyborczego w stanie Nowy Jork w Izbie Reprezentantów Stanów Zjednoczonych.